# Рошешуар-Мортемар, Виктюрньен-Жан-Батист де
Виктюрньен-Жан-Батист-Мари де Рошешуар (фр. Victurnien-Jean-Baptiste-Marie de Rochechouart; 8 февраля 1752, Эверли — 4 июля 1812, Париж), герцог де Мортемар, пэр Франции — французский аристократ.

## Биография
Сын Жана-Батиста-Виктора де Рошешуара, герцога де Мортемара, и Шарлотты-Натали де Манвиль.
При жизни отца титуловался принцем де Тонне-Шарантом. В октябре 1768 году поступил в артиллерийскую школу в Страсбурге, 20 марта 1774 стал полковником Лотарингского пехотного полка, 1 января 1784 был произведен в бригадиры и 9 марта 1788 в кампмаршалы.
Поучаствовав во второй ассамблее нотаблей и поддержав в качестве пэра требования недовольных в парламенте, герцог 24 марта 1789 был избран депутатом Генеральных штатов от знати бальяжа Санса. Он поддержал предложения Неккера, но выступил против реформ, которых требовало большинство членов ассамблеи. В особенности он протестовал поотив ликвидации права на дорожные сборы и разработку шахт. 20 апреля 1790 Мортемар сложил депутатские полномочия, в 1791 году эмигрировал, проделал кампанию 1792 года в армии принцев, затем перебрался в Англию, где был хорошо принят Георгом III. Командовал французским отрядом на британском содержании, осенью 1794 года высадился на континенте, в следующем году эвакуировался на Гернси, в 1796-м отправился в Португалию, где служил до 1802 года. После подписания Амьенского мира его отряд был распущен, а сам Рошешуар вернулся во Францию, где жил как частное лицо.
26 марта 1812 он был назначен членом генерального совета департамента Сены и умер 4 июля того же года от злокачественной малярии.
Герцог де Мортемар занимался изящной словксностью и оставил ряд неопубликованных сочинений не лишенных литературных достоинств, в том числе поэму «Иосиф в Египте», «Сказки», «Легкую поэзию» и перевод «Потерянного рая» Мильтона.

## Семья
1-я жена (11.06.1772): Анн-Катрин-Габриель д'Аркур де Бёврон (1753—11.04.1778), единственная дочь герцога Франсуа-Анри д'Аркура и Франсуазы-Катрин-Схоластики д'Обюссон-Ла-Фёйяд
Дети:
- Анн-Виктюрньенна-Генриетта (7.05.1773—10.07.1806). Муж (контракт 18.01.1789): герцог Огюст-Филипп-Луи-Эмманюэль де Крой (1775—1822)
- Натали-Виктюрньенна-Генриетта (23.06.1774—1854). Муж (1792): князь Марк-Этьен де Бово-Кран (1773—1849)
- Катрин-Виктюрньенна-Викторина (4.06.1776—15.07.1809). Муж (19.01.1807): герцог Адриен-Франсуа-Эмманюэль де Крюссоль  (1778—1837)
- Эме-Амабль-Виктюрньен (4—18.04.1778)

2-я жена (28.12.1782): Аделаида-Полин-Розали де Коссе-Бриссак (22.01.1765—2.05.1820), единственная дочь Луи-Эркюля-Тимолеона де Коссе, герцога де Бриссака, и Аделаиды-Дианы-Ортанс-Делии Манчини
Дети:
- Эмери-Жюль-Виктюрньен (30.01—14.02.1785)
- Казимир-Луи-Виктюрньен (20.03.1787—1.01.1875), герцог де Мортемар. Жена (1810): Виржини де Сент-Альдегонд (1789—1878)
- Эмма-Натали-Виктюрньенна (7.05.1790—08.1824). Муж (10.05.1810): Раймон-Франсуа де Бовилье (1790—1811), герцог де Сент-Эньян
- Антония-Луиза-Виктюрньенна (1792—30.01.1848). Муж (2.11.1813): Шарль де Форбен (1783—1849), маркиз де Жансон
- Алиса-Эльфрида-Виктюрньенна (10.07.1800—16.11.1887). Муж (1823): герцог Поль де Ноай (1802—1885)